# Linton (Dacota do Norte)
Predefinição:Info/Localidade dos Etados Unidos
Linton é uma cidade localizada no estado norte-americano de Dacota do Norte, no Condado de Emmons. A cidade foi fundada em 1898.

## Demografia
Segundo o censo norte-americano de 2000, a sua população era de 1321 habitantes.
Em 2006, foi estimada uma população de 1097, um decréscimo de 224 (-17.0%).

## Geografia
De acordo com o United States Census Bureau tem uma área de 1,9 km², dos quais 1,9 km² cobertos por terra e 0,0 km² cobertos por água. Linton localiza-se a aproximadamente 524 m acima do nível do mar.

## Localidades na vizinhança
O diagrama seguinte representa as localidades num raio de 36 km ao redor de Linton.